# Władimir Nabokow (polityk)
Władimir Dmitrijewicz Nabokow (ur. 15 lipca 1870 w Carskim Siole, zm. 28 marca 1922 w Berlinie) – rosyjski prawnik, publicysta, liberalny polityk, ojciec pisarza Władimira Nabokowa i poety Siergieja.
Jego ojcem był Dmitrij Nabokow, minister sprawiedliwości w latach 1878–1885, matką baronówna Maria von Korff. Nauki pobierał początkowo w domu, później ukończył z wyróżnieniem gimnazjum klasyczne. W 1887 roku rozpoczął studia na wydziale prawa Uniwersytetu Petersburskiego. W 1890 roku został aresztowany za udział w protestach studenckich, z więzienia zwolniono go po czterech dniach. W 1892 ukończył studia, uzyskując dyplom w dziedzinie prawa karnego. Potem kontynuował naukę w Niemczech. W latach 1896–1905 kierował katedrą kryminologii w Cesarskiej Szkole Prawniczej, stanowisko to stracił po nawoływaniu do wypłacenia odszkodowań rodzinom, których bliscy polegli podczas krwawego stłumienia protestów w styczniu 1905 roku. Należał również do Międzynarodowej Unii Kryminologii.
W 1897 roku ożenił się z Jeleną Iwanowną Rukawisznikow, z którą miał pięcioro dzieci, w tym późniejszego znanego pisarza Vladimira Nabokova. Publikował w piśmie "Prawo". Działał w partii Konstytucyjnych Demokratów (kadetów). Był posłem do Pierwszej Dumy. Jako polityk i publicysta domagał się złagodzenia kodeksu karnego, sprzeciwiał się także antysemityzmowi i prześladowaniu osób homoseksualnych. Udało mu się doprowadzić do zniesienia kary śmierci. Po rozwiązaniu pierwszej Dumy podpisał Manifest Wyborski, nawołujący obywateli do biernego oporu – niepłacenia podatków i unikania służby wojskowej. W 1907 roku trafił za to do więzienia na trzy miesiące. W 1914 roku został powołany do służby wojskowej.
W czasie rewolucji lutowej współuczestniczył w redakcji aktu abdykacyjnego wielkiego księcia Michała Aleksandrowicza, na którego rzecz abdykował uprzednio Mikołaj II. Po obaleniu caratu sekretarz Rządu Tymczasowego. W 1917 roku wraz z żoną i dziećmi wyjechał na Krym. W listopadzie 1917 w demokratycznych wyborach do Konstytuanty wybrany deputowanym z okręgu Piotrogród z listy Partii Kadetów. 15 kwietnia 1919 wraz z rodziną opuścił Rosję i wyjechał najpierw do Londynu, a następnie do Berlina. W Berlinie redagował rosyjski dziennik emigracyjny "Rul", opowiadający się za wprowadzeniem prozachodniego liberalnego systemu demokratycznego w Rosji.
Zginął 28 marca 1922 roku, w budynku filharmonii berlińskiej. Podczas odbywającej się tam konferencji politycznej przebywających na emigracji konstytucyjnych demokratów, monarchistyczni emigranci rosyjscy próbowali dokonać zamachu na Pawła Milukowa. Nabokow rzucił się na zamachowca i próbował odebrać mu broń. Został trzykrotnie postrzelony przez drugiego strzelca. Zmarł na miejscu. Sam Milukow przeżył zamach. Sytuacja ta znalazła odbicie w powieści Vladimira Nabokova Blady ogień, w której poeta John Shade również ginie od kul przeznaczonych dla kogoś innego.